# Valpiana (Massa Marittima)
Valpiana è una frazione del comune italiano di Massa Marittima, nella provincia di Grosseto, in Toscana.

## Geografia fisica
Valpiana è situata nella zona finale della Val di Pecora, a metà strada tra le città di Massa Marittima e Follonica, in un'area pianeggiante tra i torrenti Ronna e Venelle. Il borgo dista circa 45 km da Grosseto e poco più di 6 km dal capoluogo comunale.

### Clima
Dati:https://www.sir.toscana.it/
| Valpiana           | Gen  | Feb  | Mar  | Apr  | Mag  | Giu  | Lug  | Ago  | Set  | Ott  | Nov  | Dic  |
| ------------------ | ---- | ---- | ---- | ---- | ---- | ---- | ---- | ---- | ---- | ---- | ---- | ---- |
| T. max. media (°C) | 11,3 | 12,2 | 15,0 | 18,9 | 23,4 | 27,3 | 30,9 | 31,4 | 27,0 | 22,3 | 16,5 | 12,5 |
| T. min. media (°C) | 4,8  | 5,6  | 7,9  | 10,6 | 13,5 | 16,4 | 19,0 | 19,1 | 16,3 | 12,5 | 8,9  | 5,7  |

## Storia
Il borgo nacque sulla strada che collegava la città di Massa Marittima con il mare nel XIV secolo come villaggio siderurgico, attivo nella lavorazione del ferro portato dall'Isola d'Elba, su volere di Tollo Albizzeschi, padre del più famoso Bernardino, che nel 1377 richiedeva la costruzione di un forno fusorio "ad faciendum ferrum". Tuttavia, frequentazioni antecedenti sono testimoniate da ritrovamenti archeologici in tutta l'area circostante, che farebbero pensare ad un'attività siderurgica in queste zone sin dai tempi degli etruschi, attività favorita dalla presenza di fitti boschi e di acqua: il lago dell'Accesa, ma soprattutto i vicinissimi torrenti Ronna e Venelle.
Valpiana si consolidò centro industriale della Maremma per tutto il Medioevo, e l'acquisizione nel Cinquecento da parte del granduca fiorentino Cosimo I de' Medici ne favorì l'ampliamento grazie alla Magona, azienda mirata al controllo delle attività siderurgiche in Toscana, istituita nel 1587 che permise così opere di ristrutturazione e la costruzione delle ferriere di Cima, di Mezzo e di Fondo. Nel Settecento, durante il Granducato di Toscana dei Lorena, il villaggio siderurgico si ingrandì ancora di più grazie all'espansione nei boschi circostanti, che furono tagliati e disboscati per alimentare il grande forno fusorio, il cui primo nucleo è attestato al 1300.
Il paese cessò la sua attività siderurgica solo nel 1885, con il consolidamento di Follonica come polo industriale. Nel 1902 fu realizzata la ferrovia che collegava Massa Marittima con il mare e a Valpiana fu costruita una stazione, dismessa poi nel 1944 in seguito alla chiusura di tutta la tratta. Oggi Valpiana ha una fisionomia ben delineata e sono visibili i resti delle ferriere, dei forni e del vecchio polo metallurgico, divenuti monumenti della frazione aperti alle visite dei turisti.

## Monumenti e luoghi d'interesse
- Chiesa di Cristo Re, edificio parrocchiale della frazione, risale ai primi anni del XVIII secolo e presenta una semplice facciata a con oculo ovoidale ed un piccolo campanile a vela con volute.[3] Inizialmente intitolata alla Santissima Annunziata, la parrocchia fu abbandonata nel corso dell'Ottocento con lo spopolamento della frazione ed in seguito riaperta con la nuova titolatura negli anni venti del secolo successivo.[4]
- Palazzo dei Ministri, situato di fronte alla chiesa nella piazza principale, fu costruito in seguito al 1587, con l'istituzione della Magona, per ospitare gli amministratori (ministri) dei forni fusori del polo metallurgico di Valpiana. Si presenta come un grosso edificio a due piani di forma trapezoidale, con la facciata dominata da un grande stemma mediceo con corona in ferro.
- Palazzina dei Carbonili, situata al centro del villaggio isolata da un muro, fu costruita nei primi anni del XVIII secolo come deposito del carbone vegetale che serviva ad alimentare i forni fusori.
- Ferriere di Valpiana: il primo nucleo delle ferriere fu costruito già nel XIV secolo, quando Tollo degli Albizzeschi iniziò la lavorazione del ferro per volere della Repubblica di Massa. Sotto il Granducato di Toscana, il granduca Cosimo I de' Medici portò avanti una politica volta alla creazione di un monopolio del ferro in Toscana e questo portò un ampliamento dell'impianto, facendo di Valpiana uno dei migliori e maggiormente produttivi poli siderurgici della regione. Nel 1835, con il consolidamento del polo industriale di Follonica, le ferriere di Valpiana persero via via di importanza, fino alla definitiva chiusura e abbandono nel 1885. Oggi sono ancora visibili i loro resti nel centro del paese.

## Società

### Evoluzione demografica
Quella che segue è l'evoluzione demografica della frazione di Valpiana. Sono indicati gli abitanti del centro abitato e dove è possibile è inserita la cifra riferita all'intero territorio della frazione.
| Anno | Abitanti       | Abitanti |
| Anno | Centro abitato | Frazione |
| ---- | -------------- | -------- |
| 1961 | 189            | 628      |
| 1981 | 341            | 780      |
| 2001 | 453            | -        |
| 2011 | 499            | -        |

## Cultura

### Musei
Nella frazione, oltre ai percorsi guidati alle ferriere di Valpiana, si trova anche l'Aquarium Mondo Marino, il secondo più grande acquario della Toscana dopo quello di Livorno, inaugurato il 13 dicembre 2009, che ospita numerose specie provenienti dal mar Mediterraneo, dall'oceano Indiano e dal Pacifico, con trentotto vasche e la mostra permanente interamente dedicata agli squali. Importanti le collaborazioni con altre strutture italiane e internazionali, con attività di ricerca e il coinvolgimento delle università italiane, come quella di Siena, con la sede di Grosseto, e le università di Cosenza e Messina.

## Economia
Importante da sempre per lo sviluppo del borgo di Valpiana è stata l'attività metallurgica, sin dal Medioevo fino al 1885, anno di chiusura dell'ultima ferriera. Oggi l'economia principale è sicuramente legata al turismo, legato proprio all'archeologia industriale. Presso la frazione, inoltre, poco a nord del centro, sorge la principale area artigianale del comune di Massa Marittima.

## Infrastrutture e trasporti

### Strade
La frazione è posizionata lungo la strada regionale 439 Sarzanese Valdera ed è perfettamente collegata sia con Massa Marittima sia con Follonica.

### Ferrovie
Negli anni tra il 1902 e il 1944 la frazione di Valpiana era servita da una propria stazione ferroviaria posizionata lungo la ferrovia Massa Marittima-Follonica, ferrovia con trazione a vapore che effettuava sia servizio viaggiatori locale che servizio merci, soprattutto trasporto del minerale proveniente dalla miniera di Val d'Aspra. Nel giugno 1944, in seguito ad un bombardamento, la ferrovia fu chiusa e dismessa definitivamente nel 1967. Oggi è ancora visibile il fabbricato ferroviario, trasformato in edificio ad uso abitativo.